# Stand Ye Guamanians
„Stand Ye Guamanians“ ist die offizielle Nationalhymne von  Guam. 1919 wurde sie eingeführt. Der Text ist von Ramon Manalisay Sablan.
| Fanohge Chamorro pot i tano'-ta Kanta i matunå-ña gi todu i lugåt Para i onra, para i gloria Abiba i isla sin paråt. Para i onra, para i gloria Abiba i isla sin paråt. Todu i tiempo i pås para hita Yan ginen i langet na bendision Kontra i piligru na'fansåfo' ham Yu'os prutehi i islan Guåm Kontra i piligru na'fansåfo' ham Yu'os prutehi i islan Guåm | Stand ye Guamanians for your country And sing her praise from shore to shore For her honor, for her glory Exalt our island forever more. For her honor, for her glory Exalt our island forever more. May everlasting peace reign o'er us May heaven's blessing to us come Against all perils, do not forsake us God protect our isle of Guam. Against all perils, do not forsake us God protect our isle of Guam. | Haltet Stand, ihr Guamer, für euer Land Und singt ihr Loblied von Küste zu Küste. Für ihre Ehre, für ihren Ruhm Verherrlicht unsere Insel immerfort. Für ihre Ehre, für ihren Ruhm Verherrlicht unsere Insel immerfort. Möge ewiger Frieden über uns regieren, Möge des Himmels Gnade über uns kommen. Gegen alle Gefahren, verlass uns nicht, Gott schütze unsere Insel Guam. Gegen alle Gefahren, verlass uns nicht, Gott schütze unsere Insel Guam. |